# Crowne Plaza

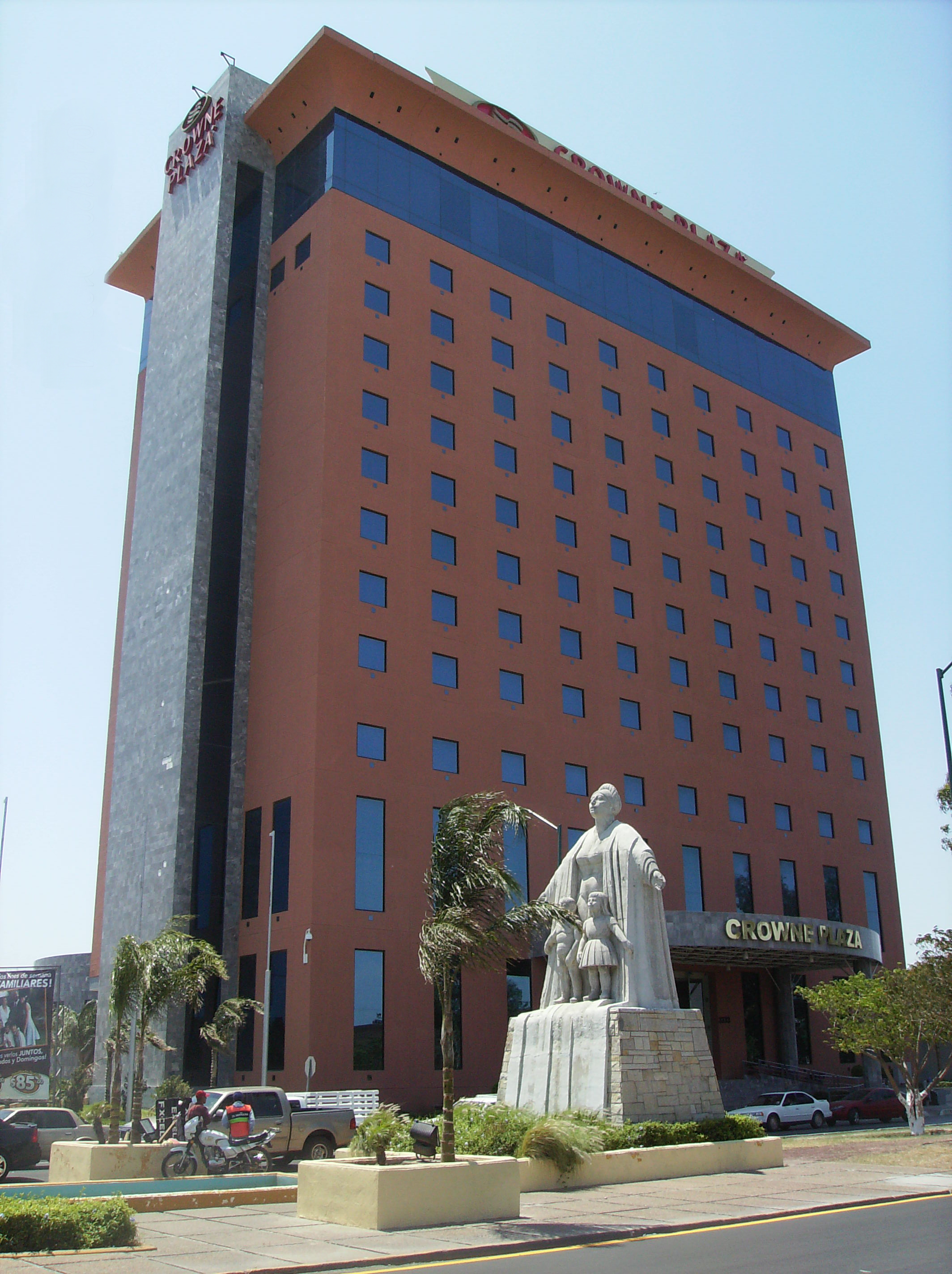
Královský hotel Crowne Plaza v mexickém Nuevo Laredo

Crowne Plaza je obchodní značkou hotelů, kterou vlastní skupina InterContinental Hotels Group. Hotely tohoto řetězce se obvykle nacházejí v centrech měst, v hlavních turistických cílech a v blízkosti důležitých letišť. První hotel řetězce byl otevřen v roce 1983 v americkém městě Rockville v Marylandu. První hotel v Evropě byl otevřen v roce 1999 na portugalském ostrově Madeira. V současnosti čítá síť Crowne Plaza 258 hotelů s 70 082 pokoji.